# Творац (филм)
Творац (енгл. The Creator) амерички је научнофантастични филм из 2023. године у режији и по сценарију Гарета Едвардса. Главне улоге тумаче Џон Дејвид Вошингтон, Џема Чен, Кен Ватанабе, Стерџил Симпсон и Алисон Џени. Након нуклеарне детонације у Лос Анђелесу и рата против вештачке интелигенције, бивши агент специјалних снага је регрутован да улови и убије „Творца”, који је развио мистериозно оружје са моћи да оконча рат.
Премијерно је приказан 26. септембра 2023. године на фестивалу Fantastic Fest, док је приказивање у биоскопима отпочело 29. септембра у САД, односно 28. септембра у Србији. Добио је углавном позитивне рецензије критичара, уз похвалиле визуелним ефектима, режији, глуми и приступу теми.

## Радња
Педесет година у будућности, док су људи и вештачка интелигенција у рату, искусни ветеран америчке војске надајући се да ће након пет година раздвојености пронаћи своју жену, креће у смртоносну мисију, прелази непријатељску линију како би лоцирао творца напредне вештачке интелигенције за коју се верује да може постати коначна улазница ка доминацији у свету.

## Улоге
| Глумац               | Улога |
| -------------------- | ----- |
| Џон Дејвид Вошингтон | Џошуа |
| Џема Чен             | Маја  |
| Кен Ватанабе         | Харун |
| Стерџил Симпсон      | Шипли |
| Алисон Џени          | Хауел |